# Mustasaarenneva
Mustasaarenneva är en sumpmark i Finland. Den ligger i Siikais i landskapet Satakunta, i den sydvästra delen av landet, 260 km nordväst om huvudstaden Helsingfors.